# Eccellenza Trentino-Alto Adige 1997-1998
Il campionato di Eccellenza Trentino-Alto Adige 1997-1998 è stato il settimo organizzato in Italia. Rappresenta il sesto livello del calcio italiano.
Questo è il campionato regionale della regione Trentino-Alto Adige (anche noto in tedesco come Oberliga, letteralmente "lega superiore").

## Squadre partecipanti
| Squadra                   | Città               |
| ------------------------- | ------------------- |
| S.S. Benacense Riva       | Riva del Garda (TN) |
| F.C. Bolzano 1996         | Bolzano (BZ)        |
| S.S.V. Brixen             | Bressanone (BZ)     |
| U.S. Comano Terme e Fiavè | Comano Terme (TN)   |
| S.S. Condinese            | Condino (TN)        |
| A.C. Mezzocorona          | Mezzocorona (TN)    |
| U.S. Mori Santo Stefano   | Mori (TN)           |
| S.V. Naturns              | Naturno (BZ)        |
| U.S. Pieve di Bono        | Pieve di Bono (TN)  |
| U.S. Rotaliana            | Mezzolombardo (TN)  |
| U.S. Rovereto             | Rovereto (TN)       |
| U.S. Salurn Raiffeisen    | Salorno (BZ)        |
| S.S.V. Taufers            | Campo Tures (BZ)    |
| S.V. Tramin               | Termeno (BZ)        |
| U.S. Vallagarina          | Villa Lagarina (TN) |
| U.S. C.R. Villazzano      | Trento (TN)         |

## Classifica finale
|  | Pos. | Squadra            | Pt | G  | V  | N  | P  | GF | GS | DR  |
|  | ---- | ------------------ | -- | -- | -- | -- | -- | -- | -- | --- |
|  | 1.   | Rovereto           | 62 | 30 | 18 | 8  | 4  | 47 | 14 | +33 |
|  | 2.   | Bolzano            | 58 | 30 | 17 | 7  | 6  | 38 | 16 | +22 |
|  | 3.   | Mezzocorona        | 55 | 30 | 16 | 7  | 7  | 59 | 27 | +32 |
|  | 4.   | Condinese          | 55 | 30 | 16 | 7  | 7  | 45 | 27 | +18 |
|  | 5.   | Tramin             | 52 | 30 | 15 | 7  | 8  | 45 | 34 | +11 |
|  | 6.   | Salurn             | 46 | 30 | 14 | 4  | 12 | 35 | 30 | +5  |
|  | 7.   | Benacense 1905     | 42 | 30 | 12 | 6  | 12 | 38 | 38 | 0   |
|  | 8.   | Villazzano         | 42 | 30 | 11 | 9  | 10 | 36 | 37 | -1  |
|  | 9.   | Comano Terme       | 40 | 30 | 11 | 7  | 12 | 40 | 36 | +4  |
|  | 10.  | Rotaliana          | 40 | 30 | 12 | 4  | 14 | 34 | 40 | -6  |
|  | 11.  | Naturns            | 38 | 30 | 9  | 11 | 10 | 29 | 37 | -8  |
|  | 12.  | Pieve di Bono      | 34 | 30 | 9  | 7  | 14 | 32 | 44 | -12 |
|  | 13.  | Mori Santo Stefano | 32 | 30 | 8  | 8  | 14 | 35 | 48 | -13 |
|  | 14.  | Brixen             | 31 | 30 | 7  | 10 | 13 | 26 | 50 | -24 |
|  | 15.  | Vallagarina        | 21 | 30 | 4  | 9  | 17 | 21 | 48 | -27 |
|  | 16.  | Taufers            | 14 | 30 | 3  | 5  | 22 | 14 | 48 | -34 |

## Fonti e bibliografia
- L'Annuario F.I.G.C. 1997-98, Roma (1998) conservato presso:
  - tutti i Comitati Regionali F.I.G.C.-L.N.D.;
  - la Lega Nazionale Professionisti a Milano;
  - la Biblioteca Nazionale Centrale di Firenze;
  - la Biblioteca Nazionale Centrale di Roma.
- Nicola Binda, Roberto Cominoli, Uomini e Gol Stagione 1997/98, Novara, Tribuna Sportiva di Novara, 1999.
- Carlo Fontanelli, Annogol 2000, Empoli, Geo Edizioni, 2000.